# Europacup I 1955/56
De allereerste editie van de Europacup I werd gewonnen door Real Madrid CF in een spannende finale tegen het Franse Stade de Reims. Er nam geen team uit Engeland deel alhoewel kampioen Chelsea FC wel geïnteresseerd was. De FA verbood de club om deel te nemen, omdat het toernooi zou afleiden van de Engelse competitie. Ook de Sovjet-Unie vaardigde geen team af vanwege de strenge winters in Rusland en zou pas in 1967 voor het eerst een team sturen.

## Eerste ronde
| Team #1                   | Tot.   | Team #2           | 1ste wed | 2de wed |
| ------------------------- | ------ | ----------------- | -------- | ------- |
| Sporting Portugal         | 5 - 8  | FK Partizan       | 3 - 3    | 2 - 5   |
| Budapesti Vörös Lobogó SE | 10 - 4 | RSC Anderlecht    | 6 - 3    | 4 - 1   |
| Servette FC Genève        | 0 - 7  | Real Madrid CF    | 0 - 2    | 0 - 5   |
| Rot-Weiß Essen            | 1 - 5  | Hibernian FC      | 0 - 4    | 1 - 1   |
| Djurgårdens IF            | 4 - 1  | Gwardia Warschau  | 0 - 0    | 4 - 1   |
| Aarhus GF                 | 2 - 4  | Stade de Reims    | 0 - 2    | 2 - 2   |
| Rapid Wien                | 6 - 2  | PSV               | 6 - 1    | 0 - 1   |
| AC Milan                  | 7 - 5  | 1. FC Saarbrücken | 3 - 4    | 4 - 1   |

### Wedstrijden
|                        |                            |       |                                    |                                                                             |
| 4 september 1955 18:00 | Sporting Portugal          | 3 − 3 | FK Partizan                        | Estádio Nacional, Lissabon Toeschouwers: 30.000 Scheidsrechter: Dean Harzic |
| 4 september 1955 18:00 | Martins 17', 78', Quim 65' |       | 45', 50' M. Milutinović, 73' Bobek | Estádio Nacional, Lissabon Toeschouwers: 30.000 Scheidsrechter: Dean Harzic |

|                        |                                                               |       |                                       |                                                                             |
| 7 september 1955 20:00 | Budapesti Vörös Lobogó SE                                     | 6 − 3 | RSC Anderlecht                        | MTK Stadion, Boedapest Toeschouwers: 35.000 Scheidsrechter: Friedrich Mayer |
| 7 september 1955 20:00 | Szimcsák 8', Palotás 25', 59', 80', Hidegkuti 28', Sándor 83' |       | 7' Vanderwilt, 39', 79' Van Den Bosch | MTK Stadion, Boedapest Toeschouwers: 35.000 Scheidsrechter: Friedrich Mayer |

|                        |                    |                     |                |                                                                                |
| 8 september 1955 16:45 | Servette FC Genève | 0 − 2               | Real Madrid CF | Charmilles stadion, Genève Toeschouwers: 7.000 Scheidsrechter: Robert Sautelle |
| 8 september 1955 16:45 |                    | 74' Muñoz, 89' Rial |                | Charmilles stadion, Genève Toeschouwers: 7.000 Scheidsrechter: Robert Sautelle |

|                        |                |                                              |              |                                                                                    |
| 8 september 1955 16:45 | Rot-Weiß Essen | 0 − 4                                        | Hibernian FC | Georg-Melches-stadion, Essen Toeschouwers: 5.000 Scheidsrechter: Johann Bronkhorst |
| 8 september 1955 16:45 |                | 35', 53' Turnbull, 44' L. Reilly, 81' Ormond |              | Georg-Melches-stadion, Essen Toeschouwers: 5.000 Scheidsrechter: Johann Bronkhorst |

|                         |                |       |                  |                                                                                        |
| 20 september 1955 20:00 | Djurgårdens IF | 0 − 0 | Gwardia Warschau | Stockholm Olympisch stadion, Stockholm Toeschouwers: 3.574 Scheidsrechter: Jarl Hansen |
| 20 september 1955 20:00 |                |       |                  | Stockholm Olympisch stadion, Stockholm Toeschouwers: 3.574 Scheidsrechter: Jarl Hansen |

|                         |           |                  |                |                                                                              |
| 21 september 1955 20:00 | Aarhus GF | 0 − 2            | Stade de Reims | Idrætsparken, Kopenhagen Toeschouwers: 18.000 Scheidsrechter: Klaas Schipper |
| 21 september 1955 20:00 |           | 7', 72' Glowacki |                | Idrætsparken, Kopenhagen Toeschouwers: 18.000 Scheidsrechter: Klaas Schipper |

|                         |                                                                  |       |             |                                                                       |
| 21 september 1955 16:00 | Rapid Wien                                                       | 6 − 1 | PSV         | Pfarrwiese, Wenen Toeschouwers: 10.000 Scheidsrechter: Emil Schmetzer |
| 21 september 1955 16:00 | A. Körner 12', 62', 82', Mehsarosch 55', Hanappi 56', Probst 60' |       | 18' Fransen | Pfarrwiese, Wenen Toeschouwers: 10.000 Scheidsrechter: Emil Schmetzer |

|                       |                                                          |       |                    |                                                                                       |
| 12 oktober 1955 16:30 | Real Madrid CF                                           | 5 − 0 | Servette FC Genève | Estadio Santiago Bernabéu, Madrid Toeschouwers: 40.318 Scheidsrechter: Riccardo Pieri |
| 12 oktober 1955 16:30 | Di Stéfano 29', 61', Iglesias 44', Rial 46', Molowny 54' |       |                    | Estadio Santiago Bernabéu, Madrid Toeschouwers: 40.318 Scheidsrechter: Riccardo Pieri |

|                       |                                             |       |                                                   |                                                                                      |
| 1 november 1955 20:00 | AC Milan                                    | 3 − 4 | 1. FC Saarbrücken                                 | Stadio Giuseppe Meazza, Milaan Toeschouwers: 18.000 Scheidsrechter: Gottfried Dienst |
| 1 november 1955 20:00 | Frignani 15', Schiaffino 33', Dal Monte 37' |       | 5' Krieger, 43' Philippi, 67' Schirra, 69' Martin | Stadio Giuseppe Meazza, Milaan Toeschouwers: 18.000 Scheidsrechter: Gottfried Dienst |

## Kwartfinale
| Team #1        | Tot.  | Team #2                   | 1ste wed | 2de wed |
| -------------- | ----- | ------------------------- | -------- | ------- |
| Djurgårdens IF | 1 - 4 | Hibernian FC              | 1 - 3    | 0 - 1   |
| Stade de Reims | 8 - 6 | Budapesti Vörös Lobogó SE | 4 - 2    | 4 - 4   |
| Real Madrid CF | 4 - 3 | FK Partizan               | 4 - 0    | 0 - 3   |
| Rapid Wien     | 3 - 8 | AC Milan                  | 1 - 1    | 2 - 7   |

## Halve Finale
| Team #1        | Tot.  | Team #2      | 1ste wed | 2de wed |
| -------------- | ----- | ------------ | -------- | ------- |
| Real Madrid CF | 5 - 4 | AC Milan     | 4 - 2    | 1 - 2   |
| Stade de Reims | 3 - 0 | Hibernian FC | 2 - 0    | 1 - 0   |

## Finale
| Team #1        | Res.  | Team #2        |
| -------------- | ----- | -------------- |
| Real Madrid CF | 4 - 3 | Stade de Reims |

Parc des Princes, Parijs
13 juni 1956
Opkomst: 38 239 toeschouwers

Scheidsrechter: Arthur Edward Ellis (Engeland)

Scorers: 6' Michel Leblond 0-1, 10' Jean Templin 0-2, 14' Alfredo Di Stéfano 1-2, 30' José Héctor Rial 2-2, 62' Michel Hidalgo 2-3, 67' Marcos (Marquitos) Alonso 3-3, 79' José Héctor Rial 4-3
Real Madrid CF (trainer José Villalonga):

Juan Alonso; Ángel Atienza, Marcos (Marquitos) Alonso, Rafael Lesmes, Miguel Muñoz (c), José María Zárraga, José Iglesias Joseito, Ramón Marsal, Alfredo Di Stéfano, José Héctor Rial, Francisco Gento

Stade de Reims (trainer Albert Batteux):

René-Jean Jacquet; Simon Zimny, Robert Jonquet (c), Raoul Giraudo ; Michel Leblond, Robert Siatka; Michel Hidalgo, Léon Glovacki, Raymond Kopa, René Bliard, Jean Templin

## Kampioen
| Europacup I – Seizoen 1955/56 |
| ----------------------------- |
| Real Madrid CF 1ste titel     |